# Stup Marka Aurelija
Stup Marka Aurelija (lat. Columna Centenaria Divorum Marci et Faustinae, tal. Colonna di Marco Aurelio) je starorimski trijumfalni stup pobjede ukrašen spiralnim reljefom i sagrađen u čast rimskog cara Marka Aurelija po uzoru na Trajanov stup.
Nalazi se u Rimu na trgu Piazza Colonna. Napravljen u dorskom stilu, no kako je dedikacijski natpis uništen, nepoznato je kada je stup građen i izgrađen. Smatra se da je to bilo nakon proslave trijumfa 176. ili nakon 180. godine. Jedan natpis pronađen u blizini ovog područja svjedoči da je stup bio sigurno dovršen do 193. godine. Ukupna visina stupa je 39,62 metara. 
Mramor koji je korišten za izgradnju ovog stupa dopremljen je iz kamenoloma koji se nalazio sjeverno od Rima na zapadnoj obali Apeninskog poluotoka. Stup Marka Aurelija počiva na platformi koja zauzima 9 kvadratnih metara širine i jedan metar visine. Na podnožje stupa nadovezuje se stablo stupa koje je bez torusa i kapitela visoko 26 metara. Stup je izvana ukrašen reljefom koji predstavlja pohod Marka Aurelija protiv Gota na sjeveru. Sastoji se od 116 prizora koji se obavijaju 21 put u ukupnoj dužini od 245 metara. Priča započinje prelaskom rimske vojske preko rijeke Dunava. Prikaz Viktorije dijeli zapise iz dva razdoblja rata na dunavskoj granici. Na stupu je prikazano i kišno čudo, spaljivanje barbarskih sela i naselja te zarobljavanje žena i djece. Prikazi na stupu jasno prikazuju autoritet vođe. Na stupu se nalazi i 56 malih prozora koji ispunjavaju unutrašnjost stupa svjetlošću. Unutar stupa vodi 190 stepenica do vrha/gornjeg vijenca gdje je do 1589. godine stajao carev kip koji je Domenico Fontana po nalogu pape Siksta V. zamijenio kipom sv. Pavla. 
Za razliku od ostalih trijumfalnih stupova koji su, osim što su veličali moć vladara imali i ulogu mauzoleja, ovaj stup nije sadržavao pepelne ostatke cara i njegove žene. Njihov je pepeo prenesen u obližnji Hadrijanov mauzolej. 
Stup se još uvijek nalazi u Rimu na svojoj prvotnoj lokaciji - na današnjem trgu Piazza Colonna („Trg stupa”) ispred palače Palazzo Chigi.

## Poveznice
- Trajanov stup
- Umjetnost starog Rima
- Slavoluk

## Vanjske poveznice
- Columna Aureliana Hrvatska enciklopedija LZMK
- Usporedba sadašnjeg izgleda stupa i kako je izgledao u rimsko doba, (u međumrežnoj pismohrani archive.org 28. rujna 2011.) (engl.)
- Povijest Stupa Marka Aurelija (engl.)